# Débé (Di)
Pour les articles homonymes, voir Débé.
Débé est une commune rurale située dans le département de Di de la province du Sourou dans la région de la Boucle du Mouhoun au Burkina Faso.

## Géographie
Débé est une ville située en bordure de la rivière Sourou et de la zone marécageuse environnante.

## Santé et éducation
Débé accueille un centre de santé et de promotion sociale (CSPS) tandis que le centre médical avec antenne chirurgicale (CMA) de la province se trouve à Tougan. La situation de la ville, entourée de marécages, entraîne des problèmes sanitaires avec une population infantile sujette à une très forte prévalence (près de 50 % des 0-16 ans) de parasitoses diverses.